# Sept croix
Les Sept croix sont situées à  Plélan-le-Petit en France.

## Localisation
Les sept croix sont situées sur la commune de Plélan-le-Petit, sur la route de Jugon-les-Lacs, dans le département des Côtes-d'Armor, dans la région Bretagne.

## Description
La tradition considère ces monuments comme représentant les sept saints de Bretagne du Tro Breiz.
Un recteur de la paroisse, l'abbé Morin, les déplaça au lieu actuel en 1868 avec l'aide[Comment ?] d'Augustin David, évêque de Saint-Brieuc, qui vint bénir les sept croix en 1872.
Selon les registres paroissiaux, se trouvait sur ce terrain une cahutte dont les sept habitants furent assassinés une nuit de Noël.
Les croix ainsi que les bases sont en granit, placées en hémicycle sur un muret en maçonnerie.

## Historique
Les sept croix sont inscrites au titre des monuments historiques par arrêté du 21 décembre 1925.